# هیز (فیلم ۱۸۹۷)

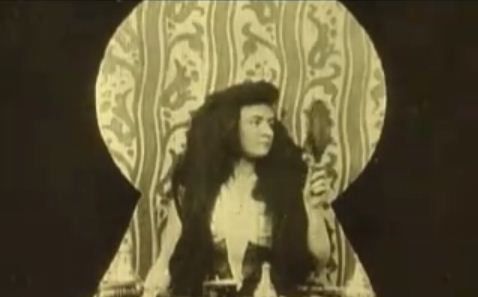

هیز (انگلیسی: Peeping Tom) یک فیلم صامت آمریکایی محصول ۱۸۹۷ میلادی است. این فیلم توسط بیوگراف کمپانی ساخته شد.